# Прапор Челябінської області

Прапор Челябінської області

Прапор Челябінської області є символом Челябінської області. Прийнято 8 січня 2001 року.

## Опис
Прапор області являє собою прямокутне полотнище зі співвідношенням сторін 2:3 червоного кольору з жовтою смугою, що становить 1/6 ширини полотнища, відверненої від нижнього краю полотнища на 1/6, і несуче посередині полотнища зображення білого двогорбого верблюда з жовтою поклажею, що становить 1/2 ширини полотнища.

### Тлумачення символіки
- Основною фігурою прапора області є білий двогорбий верблюд з жовтою поклажею — витривале й шляхетна тварина, що вселяє повагу й алегорично показує мудрість, довголіття, пам'ять, вірність, терпіння
- Червоний колір поля прапора — колір життя, милосердя й любові — символізує мужність, силу, вогонь, почуття, красу, здоров'я. Червоний колір поля одночасно співзвучний праці металургів, машинобудівників, ливарів, енергетиків, основні технологічні процеси яких пов'язані з тепловими реакціями. Це доповнює зміст прапора області як промислово розвиненого регіону
- Жовта смуга символізує Уральські гори, що з'єднали Європу й Азію, їхню красу, велич, багатство їхніх надр
- Білий колір — символ шляхетності, чистоти, справедливості, великодушності